# Porphyrinia eburnea
Porphyrinia eburnea là một loài bướm đêm trong họ Noctuidae.